# Нунавік
55°00′ пн. ш. 64°00′ зх. д. / 55.000° пн. ш. 64.000° зх. д.
Нунавік (англ. Nunavik, фр. Nunavik, інук. ᓄᓇᕕᒃ) — один з трьох районів регіону Північ Квебеку канадської провінції Квебек. Розташований на півночі регіону, північніше 55-ї північної паралелі. Займає територію 443684,71 км². Населення за переписом 2006 року становить 10627 людей, з яких 9565, тобто 90 % населення, це ескімоси. У Нунавіку проживає 19 % всіх ескімосів Канади. Однак, адміністративний кордон Нунавіку не збігається з етнічними кордонами ескімосів — вони проживають і в інших місцевостях Квебеку.
Населення проживає у 15 населених пунктах, 14 з яких є з переважаючим ескімоським населенням, 1 з перевагою у населенні крі.
«Нунавік» у перекладі з місцевого діалекту ескімоської мови (інуктитут) означає «місце для проживання». Самі себе місцеві ескімоси називають відповідно «нунавімміут».

## Населені пункти
- Акулівік
- Аупалук
- Інукджуак
- Івуджівік
- Канґіксуалуджуак
- Канґіксуджуак
- Кангірсук
- Кууджуак
- Кууджуарапік
- Пувірнітук
- Куактак
- Саллуїт
- Тасіуджак
- Уміуджак